# Liste des centres de détention français
Pour des articles plus généraux, voir Liste des établissements pénitentiaires en France et Centre de détention en France.
Cette page dresse la liste des centres de détention français et quartiers centre de détention au sein de centres pénitentiaires.

## Liste des centre de détention
- Centre de détention d'Argentan (Orne)
- Centre de détention de Bapaume (hommes, femmes) (Pas-de-Calais)
- Centre de détention de Bédenac (Charente-Maritime)
- Centre de détention de Casabianda-Aléria (Haute-Corse)
- Centre de détention de Châteaudun (Eure-et-Loir)
- Centre de détention d'Écrouves (Meurthe-et-Moselle)
- Centre de détention d'Eysses (Lot-et-Garonne)
- Centre de détention de Joux-la-Ville (hommes, femmes) (Yonne)
- Centre de détention de Koné (Nouvelle-Calédonie)
- Centre de détention de Mauzac (Dordogne)
- Centre de détention de Melun (Seine-et-Marne)
- Centre de détention de Montmédy (Meuse)
- Centre de détention de Muret (Haute-Garonne)
- Centre de détention de Neuvic (Dordogne)
- Centre de détention d'Oermingen (Bas-Rhin)
- Centre de détention du Port (Réunion)
- Centre de détention de Roanne (hommes, femmes) (Loire)
- Centre de détention de Saint-Mihiel (Meuse)
- Centre de détention de Saint-Sulpice-la-Pointe (Tarn)
- Centre de détention de Salon-de-Provence (Bouches-du-Rhône)
- Centre de détention de Tarascon (Bouches-du-Rhône)
- Centre de détention de Tatutu de Papeari (Polynésie française)
- Centre de détention de Toul (Meurthe-et-Moselle)
- Centre de détention d'Uzerche (Corrèze)
- Centre de détention de Val-de-Reuil (Eure)
- Centre de détention de Villenauxe-la-Grande (Aube)

## Liste des quartiers centre de détention dans les centres pénitentiaires
- Quartier centre de détention du centre pénitentiaire d'Aiton (Savoie)
- Quartier centre de détention du centre pénitentiaire d'Avignon-Le Pontet (Vaucluse)
- Quartier centre de détention du centre pénitentiaire de Baie-Mahault (Guadeloupe)
- Quartier centre de détention du centre pénitentiaire de Béziers (Hérault)
- Quartier centre de détention du centre pénitentiaire de Borgo (Haute-Corse)
- Quartier centre de détention du centre pénitentiaire de Caen (Calvados)
- Quartier centre de détention du centre pénitentiaire de Châteauroux (Indre)
- Quartier centre de détention du centre pénitentiaire de Château-Thierry (Aisne)
- Quartier centre de détention du centre pénitentiaire de Draguignan (Var)
- Quartier centre de détention du centre pénitentiaire de Ducos (Martinique)
- Quartier centre de détention du centre pénitentiaire de Lannemezan (Hautes-Pyrénées)
- Quartier centre de détention du centre pénitentiaire de Laon (Aisne)
- Quartier centre de détention du centre pénitentiaire de Liancourt (Oise)
- Quartier centre de détention du centre pénitentiaire de Lille-Sequedin (Nord)
- Quartier centre de détention du centre pénitentiaire de Longuenesse (Pas-de-Calais)
- Quartier centre de détention du Centre pénitentiaire de Lorient-Ploemeur (Morbihan)
- Quartier centre de détention du centre pénitentiaire de Marseille (femmes) (Bouches-du-Rhône)
- Quartier centre de détention du centre pénitentiaire de Maubeuge (Nord)
- Quartier centre de détention du centre pénitentiaire de Meaux-Chauconin-Neufmontiers (Seine-et-Marne)
- Quartier centre de détention du centre pénitentiaire du sud-francilien (Seine-et-Marne)
- Quartier centre de détention du centre pénitentiaire de Mont-de-Marsan (Landes)
- Quartier centre de détention du centre pénitentiaire de Nancy-Maxéville (Meurthe-et-Moselle)
- Quartier centre de détention du centre pénitentiaire de Nantes (Loire-Atlantique)
- Quartier centre de détention du centre pénitentiaire d'Orléans Saran (Loiret)
- Quartier centre de détention du centre pénitentiaire de Perpignan (Pyrénées-Orientales)
- Quartier centre de détention du centre pénitentiaire de Poitiers-Vivonne (hommes, femmes) (Vienne)
- Quartier centre de détention du centre pénitentiaire du Port (La Réunion)
- Quartier centre de détention du centre pénitentiaire de Remire-Montjoly (Guyane)
- Quartier centre de détention du centre pénitentiaire de Rennes (femmes) (Ille-et-Vilaine)
- Quartier centre de détention du centre pénitentiaire de Rennes-Vezin (hommes) (Ille-et-Vilaine)
- Quartier centre de détention du centre pénitentiaire de Riom (Puy-de-Dôme)[1]
- Quartier centre de détention du centre pénitentiaire de Saint-Denis (femmes) (La Réunion)
- Quartier centre de détention du centre pénitentiaire de Saint-Pierre et Miquelon (collectivité territoriale de Saint-Pierre-et-Miquelon)
- Quartier centre de détention du centre pénitentiaire de Saint-Quentin-Fallavier (Isère)
- Quartier centre de détention du centre pénitentiaire de Toulon-La Farlède (Var)
- Quartier centre de détention du centre pénitentiaire de Varennes-le-Grand (Saône-et-Loire)

### Sources
- Article A39-1 du code de procédure pénale